# Escobar (partido)
Pour les articles homonymes, voir Escobar.
Escobar est un partido de la province de Buenos Aires dont le chef-lieu est Belén de Escobar.